# Hafid Maloum
Hafid Maloum, né le 25 août 1914 à Michelet (aujourd'hui Aïn El Hammam) et mort le 28 octobre 1984 au Kremlin-Bicêtre, est un homme politique français.